# Artoriopsis expolita
Artoriopsis expolita är en spindelart som först beskrevs av Ludwig Carl Christian Koch 1877.  Artoriopsis expolita ingår i släktet Artoriopsis och familjen vargspindlar. Inga underarter finns listade i Catalogue of Life.

## Bildgalleri

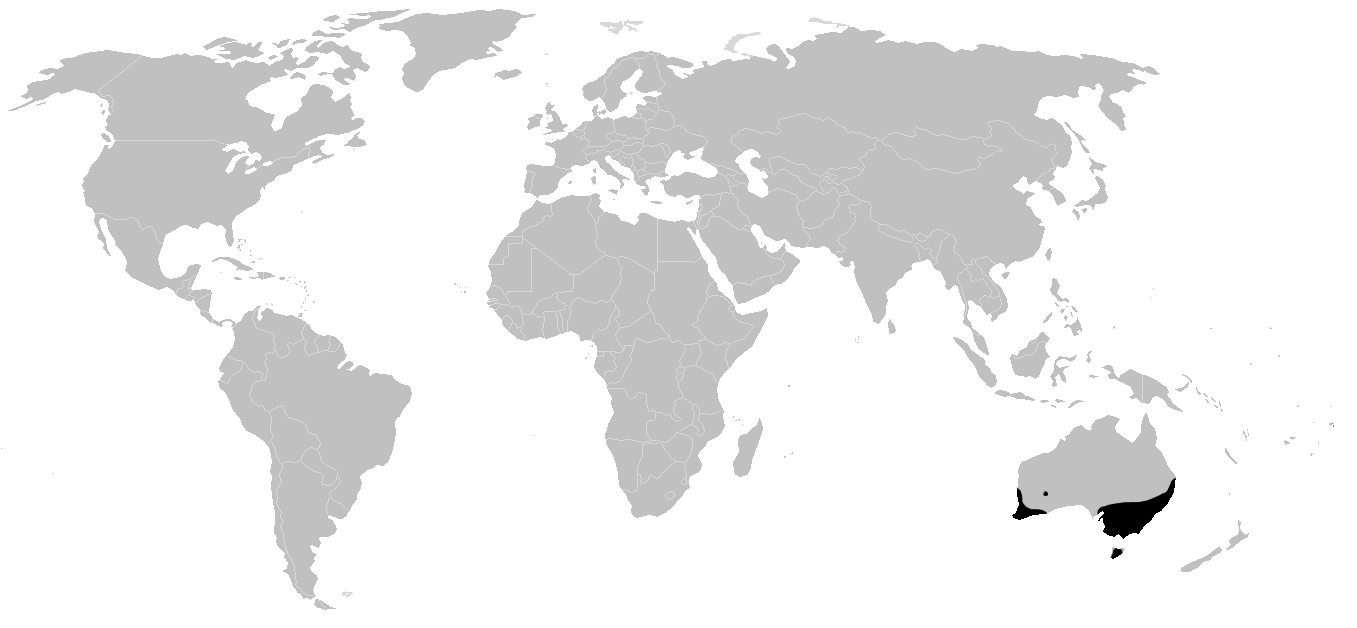